# Azoros
Azoros ist eine Gestalt der griechischen Mythologie, Teilnehmer an der Argonautenfahrt, Steuermann der Argo und möglicherweise der Eponymos und Gründer einer gleichnamigen versunkenen Polis in Thessalien. Roscher zählt ihn unter Vorbehalt zum sagenhaften Volk der Lapithen.

## Name
Der Name kommt vom griechischen Ἄζωρος, Ázōros, lateinisch und deutsch mit abweichender Betonung Azóros oder Azórus, da das „o“ in der vorletzten Silbe lang ist. Pape-Benseler übersetzt den Namen mit Dünnewein, „denn Azoros hieß nach Hesych auch ein wohltemperierter (ausgewogener), nicht unvermischter Wein, also im Gegensatz zu Eytelwein“. Dünnewein wäre in der mythologischen Nomenklatura ein durchaus ungewöhnlicher Name für einen Helden.

## Mythos
Mit Azoros sind keine Geschichten verwoben, Hesychs Informationen sind knapp: „Azoros, der gutgemischte Wein oder auch der Steuermann der Argos.“ Da die ersten Steuermänner der Argo erst Tiphys, dann Ankaios waren, kann er hier nur eine zweitrangige Rolle gespielt haben. Über die gleichnamige Stadt ist etwas mehr bekannt, sie wird öfters in den antiken Quellen erwähnt, aber ihre Lage ist umstritten. Lag sie im obersten Norden von Thessalien, ist die Zugehörigkeit Azoros‘ zu den Lapithen naheliegend.